# David Gill
David Gill (12 de junio de 1843-24 de enero de 1914) fue un astrónomo británico nacido en Aberdeen, Escocia, que pasó la mayor parte de su carrera profesional en Sudáfrica.
Usó el paralaje de Marte para determinar la distancia al Sol; también midió distancias a las estrellas y perfeccionó el uso del heliómetro. Fue Astrónomo de Su Majestad en el Cabo de Buena Esperanza desde 1879 a 1906. Fue pionero en el uso de la astrofotografía, y uno de los primeros en proponer la elaboración de la Carte du Ciel.

## Reconocimientos

### Premios
- Medalla Bruce (1900)
- Medalla de oro de la Real Sociedad Astronómica (en 1882 y 1908)
- Medalla James Craig Watson (1899)

### Con posterioridad a su fallecimiento
- El cráter lunar Gill
- El cráter marciano Gill

### Obituarios
- ApJ 40 (1914) 161
- MNRAS 75 (1915) 236
- Obs 37 (1914) 115
- PASP 26 (1914) 67